# Болије су Партне
Болије су Партне (фр. Beaulieu-sous-Parthenay) насеље је и општина у западној Француској у региону Поату-Шарант, у департману Де Севр која припада префектури Партне.
По подацима из 2011. године у општини је живело 671 становника, а густина насељености је износила 25,11 становника/km². Општина се простире на површини од 26,72 km². Налази се на средњој надморској висини од 257 метара (максималној 228 m, а минималној 143 m).

## Демографија
| 1962. | 1968. | 1975. | 1982. | 1990. | 1999. | 2011. |
| ----- | ----- | ----- | ----- | ----- | ----- | ----- |
| 500   | 575   | 533   | 584   | 591   | 623   | 671   |

График промене броја становника у току последњих година